# Vierstachliger Stichling
Der Vierstachlige Stichling (Apeltes quadracus) ist ein vorwiegend im Brackwasser lebender Fisch.
Ursprünglich der Gattung Gasterosteus zugeordnet, weist der Vierstachlige Stichling aber eine so große Zahl von Eigenständigkeiten in Form und Verhalten auf, dass er in den Rang einer eigenen Gattung erhoben wurde.

## Verbreitung und Lebensraum
Der Vierstachlige Stichling ist vorwiegend in brackigen Flussmündungen zu finden, wo er ruhige Zonen mit dichtem Pflanzenwuchs bevorzugt. Populationen in Salz- oder reinem Süßwasser sind möglich, aber selten.
Das Verbreitungsgebiet beschränkt sich auf die Ostküste Nordamerikas.

## Merkmale
Mit maximal 6 cm Länge bleibt diese Stichlingsart relativ klein.
Die Haut des Vierstachligen Stichlings ist nackt, das heißt, im Gegensatz zu den meisten anderen Stichlingsarten verfügt er über keinerlei Beschilderung mit Knochenplatten.
Auf dem Rücken befinden sich vor der weichstrahligen Rückenflosse 4 schlanke Stacheln (selten 1 bis 3). Der letzte dieser Stacheln steht unmittelbar vor der Rückenflosse, zwischen ihm und den vorderen Stacheln ist eine deutliche Lücke.
Der durch die fehlende Beschilderung und die fragilen Dorsalstacheln vergleichsweise schwache Schutz vor Fressfeinden wird auch durch den Gattungsnamen (Apeltes – der Schutzlose) angedeutet.
Der Körper hat eine braun-olive Grundfärbung, wobei der Rücken dunkler und die Unterseite heller ist. Darüber liegt ein dunkelbraunes Fleckenmuster. Entlang der Seitenlinie läuft ein heller Streifen.
Dem Männchen fehlt ein ausgeprägtes Brutkleid, lediglich die Ventralstacheln nehmen eine dunkelrote Farbe an (beim Weibchen orange) und die Zeichnung am Kopf tritt stärker hervor.
Anzahl der Flossenstrahlen:
- Dorsale 1 IV (I-VII)
- Dorsale 2 9–14
- Anale I/7–11
- Pectorale 11(12)
- Ventrale I/2
- Caudale 12

## Verhalten
Hauptnahrungsquelle des Vierstachligen Stichlings sind kleine Gliederfüßer, er agiert aber auch als „Putzerfisch“ und sammelt anderen Fischen Parasiten von der Haut ab.
Wegen seiner schwachen Defensivbewaffnung flieht er in Gefahrensituationen sofort in Pflanzenbewuchs und ist auch in der Lage, sich im schlammigen Grund zu verbergen. Auch sonst ist er verhältnismäßig scheu.
Die Laichzeit dauert von Mai bis August. Das vom Männchen erbaute, sehr kleine Nest ist von tassenförmiger Gestalt und wird in Pflanzen aufgehängt oder an sie angelehnt. Bei der Verteidigung des Reviers ist der Vierstachlige Stichling weniger aggressiv als seine Verwandten aus der Gattung Gasterosteus. Während der Balz fehlt der vom Dreistachligen Stichling bekannte „Zickzack-Tanz“, stattdessen führt das Männchen seine Partnerin in einer spiralförmigen Bahn zum Nest. Während des Ablaichens berührt das Männchen häufiger die Flanken des Weibchens. Ist das Gelege besamt, wird das Weibchen vertrieben.
Nach einiger Zeit repariert das Männchen das beim Laichakt beschädigte Nest, beziehungsweise errichtet auf dessen Dach ein weiteres. Auf diese Weise können bei nachfolgenden Laichakten mehrere „Stockwerke“ mit Gelegen entstehen. Das Männchen versorgt die Gelege mit Sauerstoff, indem es einen Wasserstrom durch Saugbewegungen des Mauls erzeugt – im Unterschied zu den anderen Stichlingsarten, die dies durch Ventilieren mit den Brustflossen tun. Die Brut schlüpft nach etwa einer Woche. Aus dem Nest gefallene Larven holt das Männchen nicht zurück.
Der Vierstachlige Stichling ist kurzlebig, die Männchen werden 1 Jahr, die Weibchen höchstens 3 Jahre alt.